# Trinxet
El trinxet és un ganivet plegable tradicional de Mallorca, fàcilment reconeixible per la seva fulla corba en forma de mitja lluna. Ha estat, durant generacions, una eina habitual en l'entorn rural de l'illa, emprada principalment per tallar pa pagès i per a diverses feines agrícoles i domèstiques.
En l'àmbit terminològic, el mot trinxet també es fa servir per designar un tipus de ganivet de sabater emprat per tallar cuir, amb una fulla corba similar però fixa.

## Descripció i ús
El disseny del trinxet és senzill i funcional. La fulla, generalment d'entre 8 i 10 centímetres, es plega dins un mànec elaborat amb materials com la fusta d'olivera o la banya de xot. Originalment, es fabricava amb acer al carboni, mentre que actualment també se'n troben d'acer inoxidable. El sistema de plegament no inclou mecanismes de bloqueig, i funciona mitjançant una simple frontissa.
Moltes vegades el trinxet i la gatzolla (o gatzoll) es confonen, ja que la seva forma i funcions són molt similars, però aquesta darrera té un ús més restringit per a les tasques de verema. Tradicionalment, era una eina indispensable del pagès mallorquí, que la portava sempre a sobre. S'utilitzava per tallar aliments durant els àpats al camp, per esporgar, tallar cordes, o recollir espàrrecs i bolets. També era habitual durant la verema, ja que la seva forma facilitava el tall net dels gotims.

## Producció i situació actual
La producció artesanal del trinxet s'ha concentrat històricament en diversos municipis de l'illa, on es treballava manualment la fulla i el mànec seguint tècniques tradicionals. La persona que elabora trinxets de manera artesanal és coneguda com a trinxeter, un ofici tradicional vinculat a la ganiveteria mallorquina.
Avui dia, la fabricació artesanal continua, però en un context molt més reduït. El nombre d'artesans actius és limitat, i el relleu generacional no està garantit. La competència dels productes industrials i la disminució del seu ús quotidià han afeblit el sector. Tot i això, la revalorització de l'artesania i el suport institucional mitjançant reconeixements oficials o fires especialitzades han contribuït a mantenir-ne viva la producció. El trinxet continua sent venut tant com a eina útil com a objecte representatiu de la cultura material de Mallorca.